# Bistum Caetité
Das Bistum Caetité (lateinisch Dioecesis Caëtitensis, portugiesisch Diocese de Caetité) ist eine in Brasilien gelegene römisch-katholische Diözese mit Sitz in Caetité im Bundesstaat Bahia.

## Geschichte
Das Bistum Caetité wurde am 20. Oktober 1913 durch Papst Pius X. mit der Apostolischen Konstitution Maius animarum bonum aus Gebietsabtretungen des Erzbistums São Salvador da Bahia errichtet und diesem als Suffraganbistum unterstellt. Am 14. November 1959 gab das Bistum Caetité Teile seines Territoriums zur Gründung des Bistums Ruy Barbosa ab. Eine weitere Gebietsabtretung erfolgte am 27. Februar 1967 zur Gründung des Bistums Livramento de Nossa Senhora. Das Bistum Caetité wurde am 16. Januar 2002 dem Erzbistum Vitória da Conquista als Suffraganbistum unterstellt.

## Bischöfe von Caetité
- Manoel Raymundo de Mello, 1914–1923
- Juvéncio de Brito, 1926–1945, dann Bischof von Garanhuns
- José Terceiro de Sousa, 1948–1955
- José Pedro de Araújo Costa, 1957–1968, dann Koadjutorerzbischof von Uberaba
- Silvério Jarbas Paulo de Albuquerque OFM, 1970–1973, dann Bischof von Feira de Santana
- Eliseu Maria Gomes de Oliveira OCarm, 1974–1980, dann Bischof von Itabuna
- Antônio Alberto Guimarães Rezende CSS, 1981–2002
- Guerrino Riccardo Brusati, 2002–2015, dann Bischof von Janaúba
- José Roberto Silva Carvalho seit 26. Oktober 2016